# Platinum Dunes
Platinum Dunes là công ty sản xuất điện ảnh và truyền hình của Mỹ thành lập tháng 11 năm 2001 bởi các nhà làm phim Michael Bay, Brad Fuller và Andrew Form. Công ty chủ yếu chịu trách nhiệm sản xuất các phim kinh dị như The Texas Chainsaw Massacre, The Purge, Friday the 13th, A Nightmare on Elm Street, Trò chơi gọi hồn và Vùng đất câm lặng.
Ngày 7 tháng 10 năm 2009, Paramount Pictures xác nhận về việc kí kết hợp đồng với Platinum Dunes. Hãng phim lên kế hoạch mở rộng các tác phẩm của mình từ dòng phim kinh dị sang các dòng phim khác như hành động và hồi hộp. Ngày 27 tháng 5 năm 2010, các nguồn tin xác nhận công ty sẽ thực hiện tái khởi động lại loạt phim Ninja Rùa. Năm 2014, Platinum Dunes được tờ The Hollywood Reporter gọi tên Nhà sản xuất của năm. Năm 2015, công ty cũng nằm trong danh sách 30 nhà sản xuất quyền lực nhất ở Hollywood của The Hollywood Reporter.

## Danh sách phim

### Điện ảnh
| Năm  | Tựa đề                                     | Đạo diễn           | Phân phối                                     |
| ---- | ------------------------------------------ | ------------------ | --------------------------------------------- |
| 2003 | The Texas Chainsaw Massacre                | Marcus Nispel      | New Line Cinema                               |
| 2005 | The Amityville Horror                      | Andrew Douglas     | Metro-Goldwyn-Mayer Dimension Films           |
| 2006 | The Texas Chainsaw Massacre: The Beginning | Jonathan Liebesman | New Line Cinema                               |
| 2007 | The Hitcher                                | Dave Meyers        | Rogue Pictures                                |
| 2009 | Tái sinh                                   | David S. Goyer     | Rogue Pictures Universal Pictures             |
| 2009 | Friday the 13th                            | Marcus Nispel      | New Line Cinema Paramount Pictures            |
| 2009 | Horsemen                                   | Jonas Åkerlund     | Lionsgate                                     |
| 2010 | A Nightmare on Elm Street                  | Samuel Bayer       | Warner Bros. Pictures New Line Cinema         |
| 2013 | The Purge                                  | James DeMonaco     | Universal Pictures                            |
| 2014 | The Purge: Anarchy                         | James DeMonaco     | Universal Pictures                            |
| 2014 | Ninja Rùa                                  | Jonathan Liebesman | Paramount Pictures Nickelodeon Movies         |
| 2014 | Trò chơi gọi hồn                           | Stiles White       | Universal Pictures                            |
| 2015 | Project Almanac                            | Dean Israelite     | Paramount Pictures Insurge Pictures MTV Films |
| 2016 | Ninja Rùa: Đập tan bóng tối                | Dave Green         | Paramount Pictures Nickelodeon Movies         |
| 2016 | The Purge: Election Year                   | James DeMonaco     | Universal Pictures                            |
| 2016 | Trò chơi gọi hồn 2                         | Mike Flanagan      | Universal Pictures                            |
| 2018 | Vùng đất câm lặng                          | John Krasinski     | Paramount Pictures                            |
| 2018 | The First Purge                            | Gerard McMurray    | Universal Pictures                            |
| 2019 | Six Underground                            | Michael Bay        | Netflix                                       |

### Truyền hình
| Năm       | Tựa đề               | Ghi chú      |
| --------- | -------------------- | ------------ |
| 2013      | Occult               | Tập đầu tiên |
| 2014–2017 | Black Sails          |              |
| 2014–nay  | The Last Ship        |              |
| 2016      | Billion Dollar Wreck |              |
| 2018      | Jack Ryan            |              |
| 2018      | The Purge            |              |